# Альфа Волос Вероники
Альфа Волос Вероники (лат. α Comae Berenices), 42 Волос Вероники (лат. 42 Comae Berenices) — тройная звезда в созвездии Волос Вероники на расстоянии (вычисленном из значения параллакса) приблизительно 58 световых лет (около 17,8 парсек) от Солнца. Возраст звезды определён как около 400 млн лет.

## Характеристики
Первый компонент (HD 114378) — жёлто-белая звезда спектрального класса F5V, или F5. Видимая звёздная величина звезды — +5,2m. Масса — около 1,31 солнечной. Эффективная температура — около 6372 K.
Второй компонент (HD 114379) — жёлто-белая звезда спектрального класса F6V, или F5V, или F5. Видимая звёздная величина звезды — +5,2m. Орбитальный период — около 25,97 года. Удалён на 0,661 угловой секунды (12 а.е.).
Третий компонент (UCAC2 38080308) — жёлто-оранжевая звезда спектрального класса K-G. Видимая звёздная величина звезды — +10,2m. Эффективная температура — около 4939 K. Удалён на 110,3 угловой секунды.

## Названия
Традиционное название звезды — Диадема символизирует корону, которую носила королева Береника. Иногда встречается название Al Dafirah, от арабского الضفيرة ađ̧-đ̧afīrah «коса».
На китайском 太微左垣 (Tài Wēi Zuǒ Yuán) значит левая стена ограды среднего дворца и относится к астеризму, состоящему из α Comae Berenices, η Vir, γ Vir, δ Vir и ε Vir. Следовательно, сама Альфа Волос Вероники известна как 太微左垣五 (Tài Wēi Zuǒ Yuán wǔ, англ. пятая звезда левой стены среднего дворца.) и символизирует 東上將 (Dōngshǎngjiāng) первого восточного генерала.